# Euphrasia petiolaris
Euphrasia petiolaris là loài thực vật có hoa thuộc họ Cỏ chổi. Loài này được Wettst. mô tả khoa học đầu tiên năm 1896.